# SC 1800
La SC 1800 Satan  era una bomba a caduta libera progettata per essere impiegata da parte della Luftwaffe nella seconda guerra mondiale.
Essendo sprovvista di sistemi di guida o di freno aerodinamico, arrivava sul bersaglio "in caduta libera".
Apparteneva alla famiglia di bombe d'aereo "SC", dal tedesco Sprengbombe Cylindrisch - (bomba detonante cilindrica).

## Lista di bombe tipo SC
| Nome               | peso(kg)      | diametro (mm) | lunghezza (mm) | lunghezza del corpo bomba (mm) | esplosivo (kg) |
| ------------------ | ------------- | ------------- | -------------- | ------------------------------ | -------------- |
| SC 50              | 50 (+/- 4)    | 200           | 1100           | 766                            | 25             |
| SC 100 it          | 100           |               |                |                                | 47–50          |
| SC 250             | 250 (+/- 12)  | 368           | 1640           | 1173                           | 125            |
| SC 500             | 500 (+/- 20)  | 470           | 2010           | 1432                           | 260            |
| SC 500 J           | 500           | 470           | 1975           |                                | 245            |
| SC 1000 "Herrmann" | 1027 (+/- 34) | 654           | 2580           | 1678                           | 530–590        |
| SC 1200            | 1117          | 650           | 2781           | 1905                           | 631            |
| SC 1800 "Satan"    | 1832 (+/- 65) | 660           | 3500           | 2674                           | 1000–1100      |
| SC 2000            | 2000          | 660           | 3500           |                                | 1200           |
| SC 2500 "Max"      | 2450          | 829           | 3895           |                                | 1700           |